# Édouard René Lefebvre de Laboulaye
Édouard René Lefebvre de Laboulaye (ur. 18 stycznia 1811 w Paryżu, zm. 25 maja 1883, tamże) – francuski prawnik, dziennikarz, pisarz oraz polityk.